# Melonenschnecke

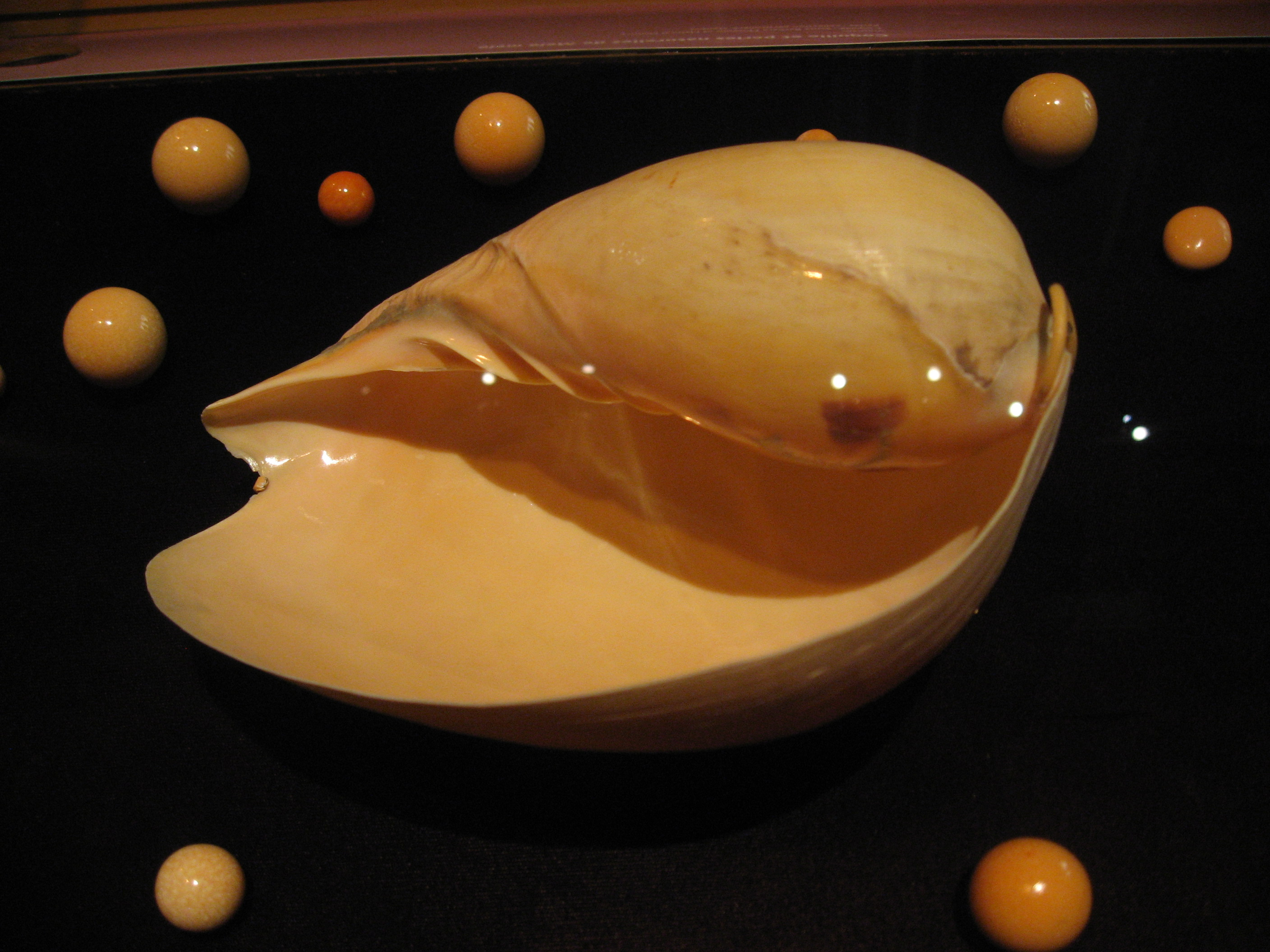
Gehäuse und Perlen von Melo melo

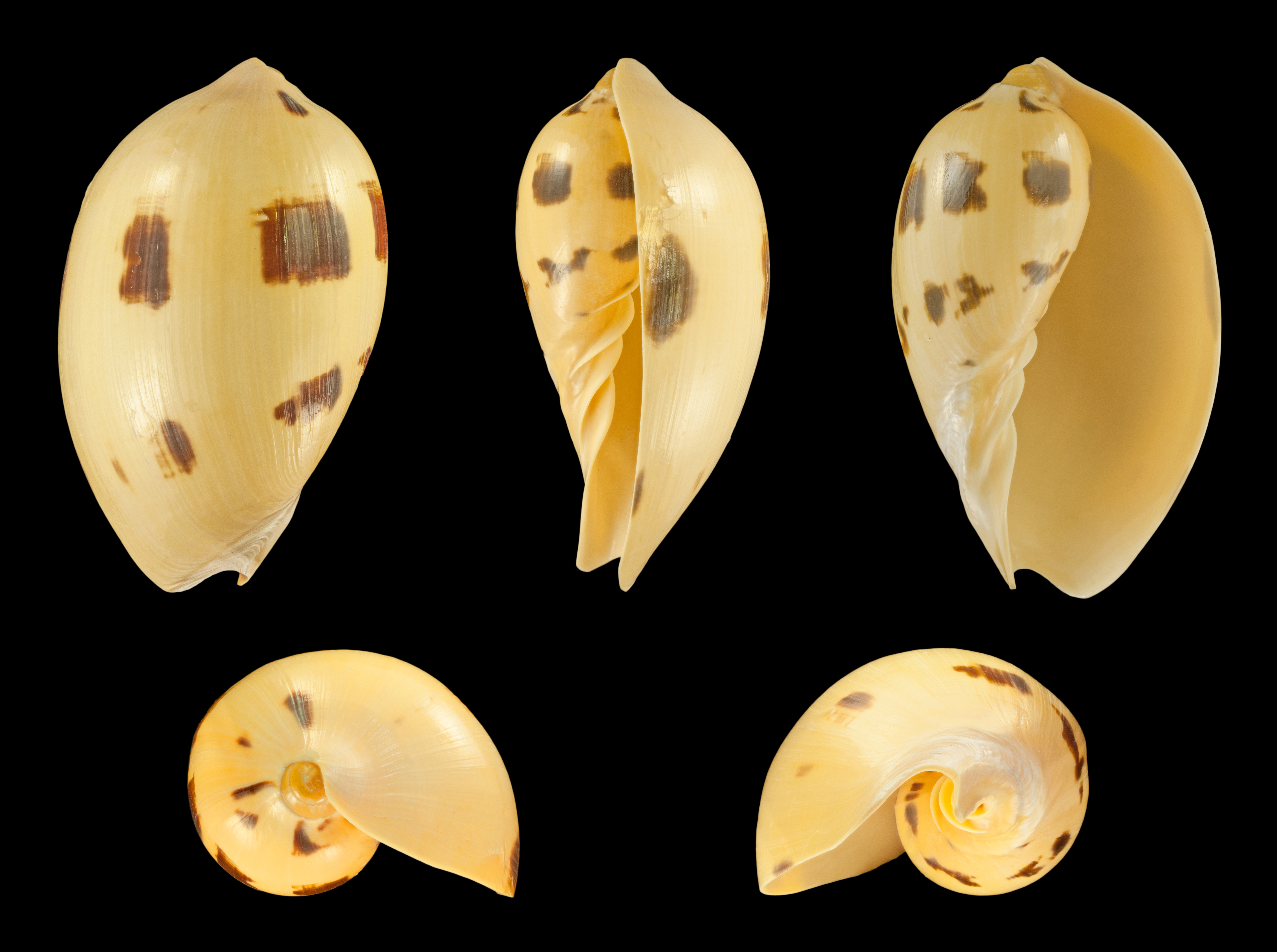
Gehäuse von Melo melo

Die Melonenschnecke oder Zebraschnecke (Melo melo) ist eine große Schnecke aus der Familie der Walzenschnecken (Gattung Melo), die im mittleren Indopazifik verbreitet ist. Sie ernährt sich von Schnecken.

## Merkmale
Das große, rundliche eiförmige Schneckenhaus von Melo melo erreicht bei ausgewachsenen Schnecken eine Länge von etwa 18 cm, bisweilen bis zu 28 cm. Das Gewinde ist vollständig vom Hinterende des sehr großen, aufgeblähten Körperumgangs umhüllt. Die Oberfläche, auf der man allein die Zuwachslinien sieht, ist glatt. Der Körperumgang ist oben abgerundet, ohne Kante und ohne Stacheln. Die weit offene Gehäusemündung nimmt die gesamte Gehäuselänge ein und hat einen eher dünnen, gebogenen Rand. Die Columella hat 3 oder 4 lange und vorspringende, schräge Falten. An Stelle eines Siphonalkanals ist eine weit offene Kerbe ausgebildet. Ein Operculum fehlt.
Die äußere Oberfläche des Hauses ist blass orangefarben und bisweilen mit unregelmäßig verlaufenden Bändern aus dunkelbraunen Flecken überzogen. Das glänzende Innere des Gehäuses ist kremfarben mit einem hellen gelblichen Rand.
Die Schnecke selbst ist in einem zebraartigen Muster schwarz und weiß gezeichnet. Sie hat einen breiten Fuß und einen langen Sipho.
Die Schnecke bildet mitunter Perlen, jedoch ohne Perlmutt.

## Verbreitung
Die Melonenschnecke lebt im mittleren Indopazifik und im Südchinesischen Meer in Gewässern Birmas, Thailands, Malaysias, Indonesiens, Kambodschas, Vietnams, Chinas und der Philippinen.

## Lebensraum und Lebensweise
Die Melonenschnecke lebt in der Gezeitenzone und unterhalb bis in 20 m Tiefe, vorwiegend auf schlammigem Untergrund.

## Lebenszyklus
Wie andere Neuschnecken ist Melo melo getrenntgeschlechtlich. Das Männchen begattet das Weibchen mit seinem Penis. Das Weibchen legt Ballen aus mehreren rundlichen Eikapseln ab, die jeweils ein Ei enthalten. Die Entwicklung zur fertigen Schnecke wird vollständig in der Eikapsel durchlaufen, so dass nach einigen Monaten fertige Schnecken schlüpfen. Die Jungschnecken haben beim Schlüpfen etwa 3 cm lange Gehäuse, womit sie zu den größten Schlüpflingen unter den Schnecken gehören.

## Ernährung
Melo melo frisst vor allem Schnecken. Laborversuche deuten darauf hin, dass sie räuberische Schneckenarten als Beutetiere bevorzugt, darunter Hemifusus tuba (Familie Melongenidae) und Babylonia lutosa (Familie Buccinidae). Bei anderen Versuchen wurden Pugilina cochlidium (Melongenidae) und Murex trapa (Muricidae) gefressen, während Lunella cinerea (Turbinidae) und Perna viridis (Mytilidae) nicht angerührt wurden. Die Melonenschnecke ist aber auch ein wichtiger Fressfeind großer pflanzenfressender Schnecken, so der Hunds-Flügelschnecke (Laevistrombus canarium). Die Beute wird mit dem großen Fuß des Räubers umfasst und so erstickt. Cholinester spielen bei der Betäubung des Opfers eine Rolle. Die Proboscis der Schnecke kann nun an das Fleisch geführt werden, das mit der Radula abgeraspelt wird. Schließlich wird die leere Schale verworfen.

## Nutzung durch den Menschen und Gefährdung

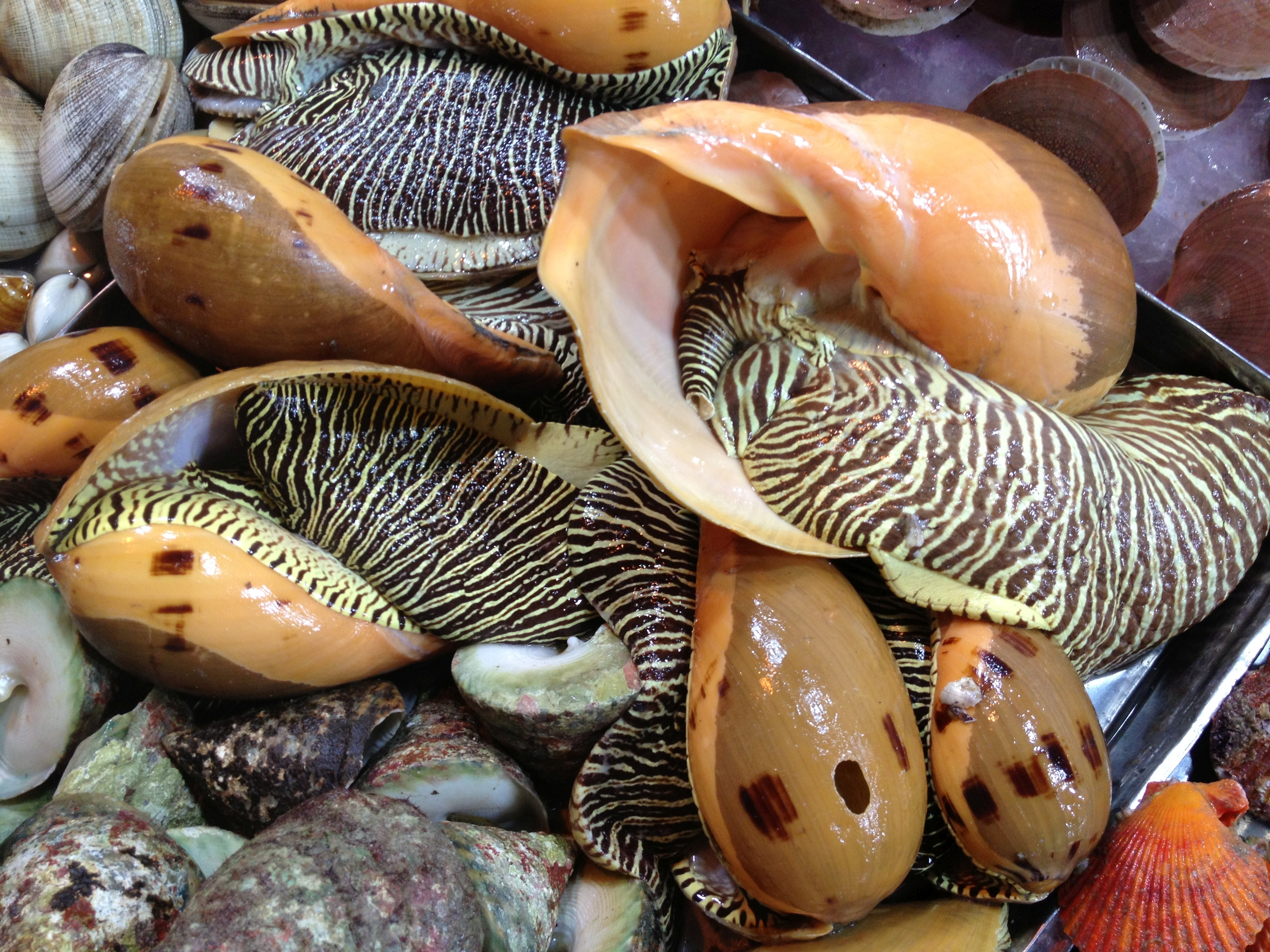
Melonenschnecken auf einem Markt auf Phú Quốc.

Melo melo wird wegen ihres Gehäuses gesammelt, das als Schmuck verkauft wird. Darüber hinaus wird das Fleisch gegessen. Die Schale wird auch zum Abmessen von Salz, Zucker und Mehl sowie zum Schöpfen von Wasser aus Booten verwendet.